# Coronel Volgin
El coronel Volgin es un personaje ficticio perteneciente a la saga de videojuegos Metal Gear.

## Historia del Personaje
Yevgeny Volgin Borisovitch (en ruso: Евгений Борисович Волгин) (19XX-1984), también conocido como Thunderbolt, fue un coronel del GRU stalinista, así como el comandante de operaciones estratégicas de la Unión Soviética, que intentó hacerse con el control de dicho país derrocando a Nikita Khrushchev y emplazando a Leonid Brézhnev y Alexei Kosygin en su lugar.
Volgin fue un hombre extremadamente fuerte, incluso para su tamaño. Combinaba su tremenda fuerza y capacidades con una inexplicable habilidad de manipulación eléctrica, granjeándose el apodo de Thunderbolt en Occidente.
Tras la Operación Snake Eater experimentaron con él, consiguiendo además piroquinesis, y siendo rebautizado como Hombre de Fuego dentro de las fuerzas de XOF.
Su posición en el GRU le hacía imposible contactar con The Boss, gracias a una red de espionaje de la Segunda Guerra Mundial, Volgin contactó con The Boss, ofreciéndole un lugar en su unidad. El objetivo era colaborar para hacerse con Sokolov y el Shagohod. Gracias a esta alianza, Volgin consiguió todo lo necesario para alcanzar su objetivo, crear un nuevo equilibrio de poderes en el mundo.
Durante la Segunda Guerra Mundial, su padre era el encargado de administrar la enorme fortuna que acumularon los Filósofos. Gracias a la confusión del conflicto, su padre escondió aquellos millones en bancos por todo el mundo, Suiza, Australia o Hong Kong, con el tiempo, a esta fortuna se le ha llegado a conocer como el Legado de los Filósofos. Volgin heredó ilegalmente esta fortuna, obteniendo fondos ilimitados para crear la Planta de Investigación de Granin y la fortaleza de Groznyj Grad.
El coronel Volgin es un personaje alto, fuerte, y con una musculatura muy desarrollada. Su cara está llena de cicatrices, nadie sabe a que fueron debidas. Una carga de millones de voltios recorre todo su cuerpo, empleando la electricidad como arma principal para el enfrentamiento o la tortura. Aún conociendo técnicas de lucha, siempre utiliza su carga eléctrica para imponerse sobre sus contrincantes. Por lo general se muestra duro con todos sus subordinados, castigando duramente la insurrección. Sus gustos sexuales son muy variados, por lo que se le puede considerar bisexual. Mantiene una relación íntima con el coronel Ivan Raidenovich Raikov, al cual venga cuando descubre que Snake se ha hecho pasar por Ivan.

## Curiosidades
Si el jugador trae puesto la máscara de Raikov en el enfrentamiento con Volgin, este lo confunde con Raikov al principio de la batalla.
Según Raikov, el punto débil de Volgin es el agua, además de tener fobia a los hongos.
Su fuerza llegaba al nivel de poder disparar un Davy Crockett desde un helicóptero sin tripote.
Su diálogo previo a la tortura de Big Boss varía dependiendo del daño que el jugador haya recibido a lo largo del juego..
- Datos: Q2251921